# دمیترو فاتایف
دمیترو فاتایف (اوکراینی: Дмитро Михайлович Фатєєв؛ زادهٔ ۲۱ ژوئن ۱۹۹۴) بازیکن فوتبال اهل اوکراین است.
وی همچنین در تیم‌های ملی فوتبال Ukraine national under-19 football team و زیر ۲۱ سال اوکراین بازی کرده‌است.